# Еммі (нагорода)
«Е́ммі» (англ. Emmy Award) — американська телевізійна нагорода. Телевізійний аналог премії «Оскар».

## Загальна інформація
Перша статуетка була вручена 25 січня 1949 року в Голлівудському спортивному клубі. Назва «Еммі» походить від слова «immy» — так називалася катодна трубка в перших телевізійних камерах. Атом, який тримає в руках жінка, символізує телебачення як науку, а крила за її спиною — телебачення як мистецтво.
Премію представляють три організації:
- Американська телевізійна академія (англ. Academy of Television Arts & Sciences) нагорджує вечірні передачі, виключаючи спортивні;
- Американська національна телевізійна академія (англ. National Academy of Television Arts & Sciences) нагороджує денні, спортивні, телевізійні новини і документальні програми;
- Міжнародна телевізійна академія (англ. National Academy of Television Arts & Sciences) нагороджує телевізійні передачі, які випущені і транслюються за межами США.

В рамках премії «Еммі» проводяться такі церемонії:
- Основна (вечірня) премія «Еммі» (англ. Primetime Emmy Award). Нагородження відбувається зазвичай в середині вересня. До 1972 року мала назву премія «Еммі» (англ. Emmy Award).
- Денна премія «Еммі» (англ. Daytime Emmy Award). Вручають з 1972 року.
- Спортивна премія «Еммі» (англ. Sports Emmy Awards). Нагороду вручають навесні.
- Технічна премія «Еммі» (англ. Technology & Engineering Emmy Award).
- Регіональні премії «Еммі». Вручають у 12 різних регіонах США.
- Міжнародна премія «Еммі». Вручають у листопаді.

Та ще декілька інших. За межами США найвідоміша вечірня премія «Еммі».

## Номінації
Премію «Еммі» вручають у 463 номінаціях. Основні з них:
- Найкращий драматичний телесеріал (англ. Outstanding Drama Series);
- Найкращий комедійний серіал (англ. Outstanding Comedy Series);
- Найкращий мінісеріал або серіал-антологія (англ. Outstanding Limited or Anthology Series);
- Найкращий актор драматичного серіалу (англ. Lead Actor in a Drama Series);
- Найкраща акторка драматичного серіалу (англ. Lead Actress in a Drama Series);
- Найкращий актор комедійного серіалу (англ. Lead Actor in a Comedy Series);
- Найкраща акторка комедійного серіалу (англ. Lead Actress in a Comedy Series);
- Найкращий актор у мінісеріалі або серіалі-антології, або телефільмі (англ. Lead Actor in a Limited or Anthology Series or Movie);
- Найкращий акторка в мінісеріалі або серіалі-антології, або телефільмі (англ. Lead Actress in a Limited or Anthology Series or Movie);
- Найкращий актор другого плану в драматичному телесеріалі (англ. Supporting Actor in a Drama Series);
- Найкраща акторка другого плану в драматичному телесеріалі (англ. Supporting Actress in a Drama Series);
- Найкращий актор другого плану в комедійному телесеріалі (англ. Supporting Actor in a Comedy Series);
- Найкраща акторка другого плану в комедійному телесеріалі (англ. Supporting Actress in a Comedy Series);
- Найкращий актор другого плану в мінісеріалі або серіалі-антології, або телефільмі (англ. Supporting Actor in a Limited or Anthology Series or Movie);
- Найкраща акторка другого плану в мінісеріалі або серіалі-антології, або телефільмі (англ. Supporting Actress in a Limited or Anthology Series or Movie);
- Найкращий запрошений актор драматичного серіалу (англ. Guest Actor in a Drama Series);
- Найкраща запрошена акторка драматичного серіалу (англ. Guest Actress in a Drama Series);
- Найкращий запрошений актор комедійного серіалу (англ. Guest Actor in a Comedy Series);
- Найкраща запрошена акторка комедійного серіалу (англ. Guest Actress in a Comedy Series);
- Найкраще реаліті-шоу (англ. Outstanding Reality Program);
- Найкраща анімаційна передача (англ. Outstanding Animated Program (For Programming less than One Hour));
- Найкраща музична тема для вступних титрів (англ. Outstanding Main Title Theme Music).